# Шамбрето
Шамбрето (фр. Chambretaud) насеље је и општина у западној Француској у региону Лоара, у департману Вандеја која припада префектури Ла Рош сир Јон.
По подацима из 2005. године у општини је живело 1 275 становника, а густина насељености је износила 79 становника/km². Општина се простире на површини од 16,10 km². Налази се на средњој надморској висини од 162 метара (максималној 245 m, а минималној 148 m m).

## Демографија
| 1962. | 1968. | 1975. | 1982. | 1990. | 1999. | 2011. |
| ----- | ----- | ----- | ----- | ----- | ----- | ----- |
| 1.135 | 1.176 | 1.206 | 1.237 | 1.310 | 1.275 | 1.480 |

График промене броја становника у току последњих година